# Ацетогенез
Ацетогенез — процес виробництва ацетата анаеробними бактеріями з багатьох джерел енергії (наприклад, водню) та вуглецю (наприклад, вуглекислого газу). Всі види, що проводять ацетогенез, називаються ацетогенами.

## Хімічне рівняння
Це приклад ацетогенезу, що здійснюється на основі вуглекислого газу та водню.
2 CO2 (aq) + 4H2 (aq) = CH3COOH (aq) + 2H2O 

## Ацетогенез і анаеробне травлення
Ацетогенез є однією із стадій анаеробного травлення, промислово важливого процесу переробки відходів за допомогою бактерій. Стадії анаеробного травлення:
- Гідроліз: Великі полімери перетворюються на коротші і простіші мономери;
- Ацидогенез: Прості мономери перетворюються на леткі жирні кислоти;
- Ацетогенез: Леткі жирні кислоти перетворюються оцтову кислоту, вуглекислий газ та водень;
- Метаногенез: Ацетат (оцтова кислота) перетворюється на метан і вуглекислий газ, водень споживається.